# 全国中等学校優勝野球関東大会
全国中等学校優勝野球関東大会（ぜんこくちゅうとうがっこうゆうしょうやきゅうかんとうたいかい）は、1916年（第2回大会）から1925年（第11回大会）まで行われた、全国中等学校優勝野球大会の地方大会。

## 概要
「関東」と称する大会だが、現在の春季関東地区高等学校野球大会のような8都県（当時は8府県）規模となったことは一度もない。
1915年の第1回大会に単独代表を送り込んだ東京府勢に、1916年が初参加となる茨城県勢と神奈川県勢を加えて関東大会が始まった。1918年に栃木県勢と千葉県勢が初参加となったが、同年に京浜大会と甲信大会が編成され、東京府勢と神奈川県勢が関東大会から離脱し、同年が初参加となる山梨県勢は関東大会には参加しなかった。1920年に群馬県勢、1921年に埼玉県勢が初参加となって5県規模となったが、1924年は茨城県勢、1925年は埼玉県勢が不参加となった。
参加校の増加に伴い、1926年に北関東大会（栃木・群馬・埼玉）と南関東大会（茨城・千葉）が編成され、関東大会は10回で消滅した。

## 歴代代表校
| 年度                 | 参加地域                      | 参加校数 | 代表校（出場回数）         | 決勝スコア        | 準優勝校 | 全国大会      |
| -------------------- | ----------------------------- | -------- | -------------------------- | ----------------- | -------- | ------------- |
| 1916年（第2回大会）  | 茨城・東京・神奈川            | 16       | 慶応普通部（初出場）       | 13-9              | 早稲田実 | 優勝          |
| 1917年（第3回大会）  | 茨城・東京・神奈川            | 16       | 慶応普通部（2年連続2回目） | 2-0               | 横浜商   | ベスト8       |
| 1918年（第4回大会）  | 茨城・栃木・千葉              | 6        | 竜ヶ崎中（初出場）         | 6-2               | 千葉師範 | （中止）      |
| 1919年（第5回大会）  | 茨城・栃木・千葉              | 7        | 竜ヶ崎中（2年連続2回目）   | 11-3              | 茨城商   | 1回戦         |
| 1920年（第6回大会）  | 茨城・栃木・ 群馬・千葉       | 11       | 竜ヶ崎中（3年連続3回目）   | 7-1               | 前橋中   | 1回戦         |
| 1921年（第7回大会）  | 茨城・栃木・群馬 ・埼玉・千葉 | 17       | 竜ヶ崎中（4年連続4回目）   | 10-1              | 茨城商   | 2回戦（初戦） |
| 1922年（第8回大会）  | 茨城・栃木・群馬 ・埼玉・千葉 | 19       | 竜ヶ崎中（5年連続5回目）   | 8x-7              | 大田原中 | 1回戦         |
| 1923年（第9回大会）  | 茨城・栃木・群馬 ・埼玉・千葉 | 18       | 宇都宮商（初出場）         | 7-5               | 千葉中   | 1回戦         |
| 1924年（第10回大会） | 栃木・群馬・ 埼玉・千葉       | 24       | 宇都宮中（初出場）         | 4x-3 （延長11回） | 前橋中   | ベスト8       |
| 1925年（第11回大会） | 茨城・栃木・ 群馬・千葉       | 27       | 前橋中（初出場）           | 13-3              | 茨城商   | 1回戦         |

## 学校別優勝回数
- 竜ヶ崎中（5回）
- 慶応普通部（2回） - 後身の慶応が神奈川県勢となるのは1950年（第32回大会）から。前年までは東京都（東京府）勢。
- 宇都宮商（1回）
- 宇都宮中（1回）
- 前橋中（1回）